# Nationalfeiertag (Vereinigtes Königreich)
Das Vereinigte Königreich Großbritannien und Nordirland hat gegenwärtig keinen offiziellen Nationalfeiertag.
Als teilweiser Ersatz wird der Geburtstag des Monarchen als zentraler nationaler Feiertag begangen – unter Königin Elisabeth II. wurde dieser Tag als Queen’s Official Birthday (unabhängig von ihrem tatsächlichen Geburtstag am 21. April) an einem jährlich neu festgelegten Datum meist Ende Mai oder Anfang Juni gefeiert. Dieser Tag wurde jedoch auch in den anderen Commonwealth Realms, deren Staatsoberhaupt Elisabeth II. war, gefeiert (teilweise mit abweichendem Datum), und war deswegen nicht exklusiv britisch sowie durch sein jährlich wechselndes Datum kein echter nationaler Fixtag. Besonders in den letzten Jahren gab es deswegen immer wieder Bestrebungen, als Britain Day oder UK Day ein festes Datum zum Nationalfeiertag zu machen.

## Befürworter
Konkrete Vorschläge zur Einrichtung eines britischen Nationalfeiertags wurden von offizieller Seite erstmals unter der Regierung der Labour Party in den 2000er-Jahren vorgebracht. Im Juni 2007 sprachen sich die Ministerin für Lokalverwaltung Ruth Kelly und der Einwanderungsminister Liam Byrne aus der Regierung Tony Blairs dafür aus und brachten dabei auch den Namen „Britain Day“ ins Spiel. Blairs späterer Nachfolger und damaliger Schatzkanzler Gordon Brown hatte bereits Anfang 2006 Forderungen nach einem Tag zur Feier der „Britishness“ vertreten und galt auch später als prominentester Befürworter eines Britain Days.
Aus der konservativ-liberalen Regierung kam 2011 der Vorschlag, den Anfang Mai begangenen Feiertag in den Oktober zu verlegen und mit dem Namen „UK Day“ oder zusammen mit dem Trafalgar Day als Nationalfeiertag anzusehen. Dieser Vorschlag wurde jedoch von den britischen Gewerkschaften abgelehnt, da so effektiv der Tag der Arbeit als Feiertag aufgelöst werden würde.

## Mögliche Daten
- 24. März: Tag, an dem die „Union of Crowns“ gefeiert werden könnte, in der Jakob I. 1603 die Kronen von England, Schottland und Irland erstmals vereinigte.
- 1. Mai: Tag, an dem der Act of Union 1707 in Kraft trat und damit offiziell England und Schottland zum Vereinigten Königreich verband.
- 8. Mai: VE-Day, zur Erinnerung an den Sieg im Zweiten Weltkrieg.
- 29. Mai: „Oak Apple Day“, der bereits 1660 vom Parlament zum Feiertag erklärt worden war, anlässlich der Stuart-Restauration.
- Queen’s Official Birthday könnte offiziell zum Nationalfeiertag erhoben werden.
- 6. Juni: D-Day, zur Erinnerung an den entscheidenden Sieg im Zweiten Weltkrieg.
- 7. Juni: zur Erinnerung an den Reform Act 1832 als „Democracy Day“ bekannt.
- 15. Juni: Tag, an dem 1215 die Magna Carta, das Gründungsdokument der britischen Verfassung, abgeschlossen wurde.
- 18. Juni: Waterloo Day zur Erinnerung an den Sieg über Napoleon in der Schlacht von Waterloo 1815.
- Armed Forces Day bzw. Veterans Day: 2006 als Tag des Danks an die Britischen Streitkräfte eingerichtet, kein festes Datum (letzter Samstag im Juni). Der Tag wurde ursprünglich als eine Folge der Anregung Gordon Browns für einen speziellen britischen Feiertag eingerichtet.
- 14. Oktober: zur Erinnerung an die Schlacht von Hastings 1066.
- 21. Oktober: Trafalgar Day, zur Erinnerung an den Sieg in der Schlacht von Trafalgar 1805.
- 11. November: Remembrance Day, auch als Armistice Day bzw. Veterans Day begangen, zur Erinnerung das Ende des Ersten Weltkriegs.

In einer 2006 von der BBC durchgeführten Umfrage sprachen sich 27 % der Befragten für den 15. Juni (Magna Carta), 21 % für den 8. Mai (VE-Day), 14 % für den 6. Juni (D-Day), 11 % für den 11. November (Remembrance Day), 10 % für den 21. Oktober (Trafalgar Day), 6 % für den 24. August (Wilberforce Day, zur Erinnerung an William Wilberforce und die Abschaffung der Sklaverei), 4 % für den 18. Juni (Waterloo Day), 3 % für den 30. November (Winston Churchills Geburtstag 1874), 3 % für einen Tag zum Gedenken an Oliver Cromwells Republik und 2 % für den 7. Juni (Reform Act) als Nationalfeiertag aus.